# 4-氯叔丁苯
4-氯叔丁苯是一种有机氯化合物，化学式为C10H13Cl。它可由氯苯和2-甲基-2-丁烯在氯化铝催化下反应得到。
在叔丁醇钾的存在下和钯配合物的催化下，它可以发生脱氯反应，得到叔丁苯。它和硝酸、硫酸反应，可以得到4-叔丁基-2-硝基氯苯。